# なーんとなくブーリン
『なーんとなくブーリン』は増刊少年サンデーにて連載されていたコメディ漫画。作者は森真理。コミックスは全4巻（少年サンデーコミックス）で、作者の代表作の一つ。魔法を使えるブタ、ブーリン及びその息子のブーリンJr.が主人公で、彼の親友であるぱぱおとの友情や不思議な体験を描いた日常コメディー。
2部構成となっており、一度ブーリンが生まれ故郷に帰ってからは、2世のブーリンJr.と彼を養うことになった大波家が主役となっている。魔法を使って夢を叶えるなどファンタスティックな雰囲気を醸し出している一方、全作を通してブラックユーモアや社会の醜さなどがネタとして強く押し出されている。
なお、テレビアニメ『とんでぶーりん』とは、魔法を使えるブタ、キャラデザインの酷似など同作品の類似性が問題視されたことから、後に本作品がアニメの原案ということで処理され、和解の見返りとして新装版が刊行された。

## あらすじ
カレーショップ、「チャンドラ」で父親の仕事を手伝う少年、“ぱぱお”はある日、向かいにある寿司屋、「朝日寿司」の仲良し兄弟の一人、波多野傑作に自分の店の味を侮辱されてしまった。それで怒った彼は、勝手にお互いの兄や姉を賭けて、どっちの店の味が上品か対決をする。それを知って驚いたのがぱぱおの姉“ままめ”、彼女は馬鹿馬鹿しい話だとあきれていたが、男家族の波多野家は女性が家族の一員になるとみんなやる気満々だ。困ったままめだが、その夜、ぱぱおは宅配便で秘密の素材を手に入れていた。それは何とチベット産の黒豚で、これをサービスすれば勝負に勝てると豪語する。しかし、いざ蓋を開けてみれば、中で梱包されていたブタこそブーリンだったのだった…。

## 登場人物

### 第1部
ブーリン
本作の主人公で、魔法を使えるブタの子供。猫のような髭とリスのような尻尾が生えている。チベット生まれで、その真の姿はチベットにあるブーリン王国の王子でもあり、次期王位継承者でもあった。しかし、悪戯によって国を永久追放され、それによって送り込まれたのが登場当時の姿である。物を出したり、人や物の大きさを変えたりと、色々な魔法を使えるが、その度に電力を消費する。大好物は豚まんで、波多野傑作曰く、共食いじゃないかと突っ込まれている。なお、登場当時は言葉を書くことはできるが、人語を語ることができなかった。だが、懸命の努力の末、自在にしゃべれるようになる。
ぱぱお
ブーリンと一緒に暮らすことになった小学3年生の少年。自宅のカレーショップで父親の仕事を積極的に手伝っている。非常に単純な顔付き（目は点、鼻は書かれていない）だが、喜怒哀楽がけっこう激しい。ブーリンとは固い絆で結ばれており、別れてからも登山家となってチベットへ会いに行った。名字は不明。
ままめ
ぱぱおの姉で、高校1年生。紅鮭学院に通学。現実主義で、ブーリンと一緒に暮らすことの条件が、雑誌に載っている冬服を出してもらうことだった。母親とは子供の頃より死別しており、それ以後は母親代わりに家事をこなしたり、家計を遣り繰りしたりと、チャラチャラした見た目とは裏腹にしっかりした所もある。波多野闘とは幼馴染みで、それなりに好意は抱いているが、相手の八方美人な性格もあって、なかなか素直になれないでいる。親友のちえぴーと比較すると、少女漫画的な性格を持ったキャラである。モデルが本田美奈子.で、作中で彼女に似ていると言われたことがあると告げている。
波多野闘（はたの とう）
波多野家の長男で、ままめの幼馴染み。工業高校で電気工学を学びつつ、寿司屋の跡取り息子としての修行も受けており、それなりに腕は立つ。運動神経は優れており、顔もそこそこ二枚目。だがかなり性格が軽いため、幼馴染みのままめには友達以上の評価をもらえないでいる。楽天的な性格で、あまり物事を深く考えない。
波多野傑作（はたの けっさく）
ぱぱおの親友で、波多野家の二男。運動神経は抜群で馬鹿力の持ち主。その反面、頭が弱く、勉強は大の苦手。かなり気が短く、自信家でもあり、プライドを傷つけられるとすぐに怒る。
波多野佳作（はたの かさく）
波多野家の三男で、傑作、駄作とは三つ子の関係。この3人の中では一番良識を持った人間だが、かなりナルシストで他人に対する思慮が欠けている部分がある。二枚目でモテており、女性を見ると態度がころっと変わってしまう。
波多野駄作（はたの ださく）
波多野家の末っ子。絵に描いたような天然ボケで、飼いたい虫をサナダムシと答えたり、魚の名前を聞かれてアワビと答えたり、悪乗りが大好き。動物が大好きで、突然家に送り込まれたカモノハシ『まぐろ→後にカモちゃん』を可愛がっている。
波多野の親父
祖父と共に家業を支える寿司職人にして4人息子の親。角刈りに鉢巻き姿と絵に描いたようなカミナリ親父だが、けっこう子煩悩だったりもする。また、自分の跡取りである闘との師弟愛も非常に強い。
波多野の祖父
波多野家の年長で、自宅の寿司屋、「朝日寿司」を切り盛りする。頑固一徹な父親とは裏腹に、けっこうお調子者で、自分が若返ったとき、真っ先にナンパに走ろうとした。
ブーリンの父
ブーリンの父親であり、眼鏡をかけた風貌が中条静夫に似ている。悪戯によって永久追放されていたブーリンに対し、国からお許しが出たために彼を連れて帰ろうとするが、本人に拒絶され、ぱぱおたちにも引き留められる。後に彼らの間に結ばれた固い友情を知り、居候を続けることを特別に許した。だがその後に、総帥が危篤状態であることを伝えにやってくる。
チャミリン
ブーリンのフィアンセとして上京してきた雌のブタ。世間知らずのお嬢様で、他人に対する遠慮を知らない。ブーリンを心から愛しており、彼に会いたい一心で街にやってきた。反面、かなりの嫉妬やきでもある。魔法の腕前はブーリン以上。普段は人間の姿を装っており、その美貌から、ぱぱおが思わずデートに誘ってしまったことがある。
ちえぴー
ままめの親友。のんびり屋で心優しい少女。闘のことが好きで、けっこう感情もストレートだが、ままめとの対抗意識のせいで全然仲が進展しなかった。モデルは浅香唯で、ままめ同様、彼女に似ていると言われていることを主張している。
百合子先生
ぱぱおや傑作の担任教師で、彼らのマドンナ的存在。よくブーリンが起こす騒動に巻き込まれてしまう。
えり子
ぱぱおと同じ学校に通っていた少女で、登場時は1組。ぱぱおのことが好きで、すぐ仲良くなるが新潟へ引っ越してしまう。その後、父親の出張がてらぱぱおを訪問してくる。
カモちゃん
極めて口が悪く、自己中心的なカモノハシ。普段は猫を被っているが、ブーリンをうすのろ呼ばわりして、彼を蔑視している。だが、一度本気で怒らせてしまってからは、彼をある程度見直すようになった。波多野家の駄作に飼われている。本名は『まぐろ』で、そのため魚のマグロと間違って闘が市場から仕入れてきてしまった。

### 第2部
ブーリンJr.（以下ジュニアと表記）
ブーリンの息子で、一人前の後継者として修行させるために、人間社会に送り込まれたブタの子供。ブーリンと違って、初めから自由に人語をしゃべれる。苦労せずに育ったせいか、かなり我が儘で、それゆえ居候先の大波家で大変な苦労を強いられる。魔法は見習い中だが、それでも色々な呪文が使える。口癖は「〜りん」。
大波渦巻（おおなみ うずまき）
大波家の二男。我が儘さ加減はジュニアに引けを取らない。日和見主義で、状況によって態度をコロコロと変えるなど、読者からの受けも悪かった。しかし、根性は人一倍強く、伊集円とのボクシング対決で正々堂々と闘ったり、台風で家ぐるみ飛ばされそうになった美月を助けたり、時折男らしさが見られる。
大波高志（おおなみ たかし）
渦巻の兄で、ミュージシャン志望の軟派男。美意識の塊で、当初ジュニアをブタ臭いと言って偏見剥き出しで嫌っていた。ベイベーが口癖。
大波小奈美（おおなみ こなみ）
全国を股に掛けるプロの演歌歌手。彼女のお陰で大波家は裕福である。プロのプライドは頗る高い。
大波北蔵（おおなみ きたぞう）
至って普通のサラリーマン。小心者で、財布も妻に握られている。
前島美月（まえじま みつき）
渦巻と同じクラスの少女。見た目は楚々として良家のお嬢様だが、実は家は極めて貧しく、母親は病弱、父親は出稼ぎに行ったまま失踪している。性格も、ジュニアに変なあだ名を付けたり、ボクシング観戦が好きで血の気に飢えてたり、意外性が多い。渦巻と伊集円が惚れているために、ライバル関係ができあがる。最後には渦巻の男らしさに惚れ込む。
我妻百恵（あがつま ももえ）
渦巻に想いを寄せているクラスメイト。気の優しい性格で、ジュニアが思いをぶちまけてしまうが、実は性別は男。彼の場合、完全に女の子にしか見えないので間違えるのも無理はない。
伊集円光（いじゅうえん ひかる）
政治家を夢見る金持ちの御曹司。汚れなき心を持っているように見えるが、実はとことん腹黒い。その黒さで、様々なことを画策する。美月に惚れているが、どうも相手からは何とも思われていない模様。そのため、分がある渦巻をライバル視しており、ジュニアを目の仇にするボブリンとタッグを組む。
新兵衛（しんべえ）
ジュニアが大阪で出会った女性。忍者の末裔で、生まれつき忍者として生まれ、縛られてきた人生に嫌気が差していた。しかし、ジュニアの純粋な性格に胸を打たれ、自分に自信を取り戻す。
ボブリン
ブーリン王国を敵視するゲツリン公国の王子で、ジュニアを偵察するためにやってきた。伊集円とタッグを組んで、ジュニアと渦巻にライバル意識を燃やす。

## 単行本
オリジナル
①1988年ISBN 978-4091221612
②1989年ISBN 978-4091221629
③1990年ISBN 978-4091221636
④1991年ISBN 978-4091221643
新装版
①1994年ISBN 978-4091235312
②1995年ISBN 978-4091235329
③1995年ISBN 978-4091235336
④1995年ISBN 978-4091235343